# Tariotas
Los tariotas eran una tribu iliria que vivían en la costa del adriática de Dalmacia, en la actual Croacia. Se consideran parte de los dálmatas. Los tariotas son mencionados en la literatura clásica únicamente por el autor romano Plinio el Viejo. En la Historia Natural de Plinio, el territorio de los tariotas se llama Tariota y se menciona como una antigua región (Tariotarum antiqua regio), mientras que su ciudad se llama Taríona, y se describe como un castellum, es decir, una fortificación. Tariota estaba situada entre el río Krka en el norte y el cabo Ploča en el sur, a lo largo de la zona costera. El territorio tariota también está atestiguado por dos inscripciones de límites que datan de la época del Imperio romano, que se encontraron en el territorio de Marina. Dichas inscripciones hacen referencia a los límites de los pastos utilizados por la tribu de los tariotas. También se considera que un pasaje de los Libri Coloniarum (Libro de las Colonias) de los Gromatici Veteres, probablemente del siglo V d. C., informa del nombre de la tribu, junto con el de los sardeates.

## Geografía

Mapa con las diferentes tribus ilirias.

Los tariotas habitaban Tariota, una región que comenzaba después de Liburnia Escardona (Skradin), extendiéndose directamente al sur de Liburnia. La frontera tariota discurría aproximadamente por el centro de la península que las fuentes de la literatura romana llamaban Hyllus (Hílide). Este promontorio más occidental de la costa de la antigua Dalmacia se encuentra entre Morinje (cerca de Šibenik) al noroeste y la bahía de Kaštela en el sureste, resguardada en su interior por las colinas.

## Economía
La economía de los tariotas, al igual que la de otras comunidades tribales costeras similares de dálmatas, se basaba principalmente en la ganadería, adecuada para el estilo de vida de los castros, que perduraría incluso después del inicio de la dominación romana en Dalmacia. Las circunstancias históricas y, por tanto, el papel de los castros cambiaron con la llegada de los romanos a Dalmacia. Ya no eran fortificaciones defensivas frente a los ataques de las tribus locales hostiles, ni fortalezas para resistir al ejército romano. En esa época Roma intervino en las disputas entre las tribus locales y estos castros perdieron su función militar, aunque conservaron su función económica primordial como lugares de salvaguarda del ganado.
A diferencia de los asentamientos liburnios, los castros del antiguo territorio de los tariotas no seguirían existiendo durante toda la Antigüedad. En Liburnia, centros como Nedinium (Nadin), Asseria (Podgrađe, cerca de Benkovac), Iader (Zadar) siguieron existiendo en época romana, y los liburnios conservaron su carácter étnico diferenciado bajo Roma, mientras que no ocurrió lo mismo en la vecina península de Hílide. Sin embargo, algunos castros tariotas perduraron durante el siglo I d. C., y en ellos se encontró mucho material romano, sobre todo vasijas que indican un intenso comercio entre los indígenas tariotas y los romanos recién llegados que se asentaron en Pretorium (Grebaštica), Marina y Tragurium (Trogir). Aunque los castros tariotas experimentaron innovaciones arquitectónicas durante el siglo I a. C. y el siglo II d. C., conservaron principalmente una función económica ya durante el siglo II d. C., a medida que la pax romana hacía superficiales las fortalezas. En esa época, la vida se orientó gradualmente hacia Pretorium y otros centros romanos, mientras que los castros se utilizaban como refugios para el ganado y las personas contra los depredadores. Aún hoy algunos de ellos cumplen esta función.